# Герб Каталонії
Герб Катало́нії — чотири червоні смуги на золотавому тлі, є гербом графів Барселони, який став основою гербу Арагонського королівства. Сьогодні цей символ використовується багатьма адміністративними утвореннями Західної Європи. Цей символ іноді називають «Чотири смуги» або «Золото і кров».

## Походження
Див. також Прапор Каталонії
Легенда XIV ст. стверджувала, що знак чотирьох смуг з'явився у IX ст., коли Карл Лисий на золотавому щиті Вільфреда Волохатого, графа Уржелю і Сардани, накреслив чотири смуги кров'ю самого Вільфреда перед його смертю (Карл обмакнув свої пальці у рани Вільфреда, які той отримав під час осаду Барселони Лобо ібн Мухаммедом, маврським губернатором Льєйди). Легенда стверджувала, що це сталося у 897 р. (існує інша версія цієї легенди, що стверджує, що Вільфреда Волохатого було поранено під час бою з норманами).
Легенда була дуже популярною у XIX ст. у часи каталонського відродження (кат. Renaixença). Сьогодні визнається, що це лише легенда, адже Карл Лисий помер за 20 років до цих подій, у 877 р.
Інша версія стверджує, що для цих символів було використано кольори Ватикану, символізуючи підкорення Барселонського графства та Арагонського королівства Папі Римському. Цікаво те, що ще у 1077 р. граф Базал́у Барнар ІІ визнав себе «васалом Св. Петра», тобто Папи Римського. У 1118 р. графство Базалу перейшло під контроль барселонських графів, і, можливо, червоний і жовтий кольори перейшли у спадок Барселоні.

Знак на печатці Рамона Баранґе IV

Ще одна гіпотеза була висловлена французьким істориком і геральдистом Мішелем Пастуро (фр. Michel Pastoureau), який виводить виникнення символу зі шлюбу Рамона Баранґе ІІІ з Дус Прованською (фр. Douce de Gévaudan), адже саме у долині р. Рони і у сусідніх районах Альп найчастіше використовуються вертикальні і горизонтальні смуги.

## Історія
У будь-якому разі йдеться про один з найстаріших гербів. Вперше у тій формі, у якій ми його знаємо, цей символ з'явився у 1149 р. на печатці Рамона-Берангера IV, але і раніше він зустрічається як «догеральдичний» символ на могилі Рамона Баранґе II (помер у 1082 р.) у соборі в м. Жирона, та його прапрабабці Ермессенди Каркассонської (померла у 1058 р.), яка була дружиною графа Рамона Борреля (*?972-†1017), сина графа Борреля ІІ. Кількість смуг була спочатку різною — у XII ст. фіксувалося 2, 3 та 5 смуч поряд з чотирма.
Після утворення Арагонського королівства цей символ став використовуватися на всій його території.
«Чотири смуги» є складовою частиною «сань́єри» — прапора Каталонії.

## Сучасні країни та адміністративні території, які використовують герб Каталонії
- Іспанія
  -     -  Каталонія
    -  Валенсія
    -  Балеарські острови
    -  Арагон
- Князівство Андорра
- Регіон Прованс-Альпи-Лазуровий Берег у Франції

## Історичні країни та території, які використовували герб Каталонії
- Арагонське королівство

- Сицилійське королівство

- Майорканське королівство

- Графство Прованс

- Графство Фуа

- Графство Жеводан

## Найбільші міста, які використовують герб Каталонії
- Барселона
- Кастельйон-де-ла-Плана
- Жирона
- Льєйда
- Перпіньян
- Валенсія
- Екс-ан-Прованс